# アダナ地下鉄
アダナ地下鉄（トルコ語:  Adana Metrosu）は、トルコのアダナの地下鉄である。

## 概要
2009年3月18日に開業した。2018年現在1路線から構成されており、全長は13.5km、駅数は13である。

## 駅一覧
- ハスタネ駅
- アナドル・リセシ駅
- フズレヴィ駅
- マヴィ・ブルヴァール駅
- ユルト駅
- イェシリュルト駅
- ファティーフ駅
- ヴィライェト駅
- イスティクラル駅
- コジャヴェジル駅
- ヒューリイェト駅
- ジュムフリエット駅
- アクンジュラル駅